# 緒川集人
緒川 集人（おがわ しゅうと、1975年11月5日 - ）は、日本のプロマジシャン。東京都の出身。ロサンゼルス在住。HolyShoot所属。

## 概要
- 利き腕は左である。
- 師匠はウィザード・インの創始者である柳田昌宏。
- 10歳よりにマジックを始め、柳田昌宏の元でマジックの修行を積む。14歳で初渡米、17歳で二度目の渡米時に、Midwest Magic Jubilee（セントルイス）の大会のステージ部門にて優勝[1]。アメリカロサンゼルスのMagicの殿堂マジックキャッスルにて、17歳で初演技を見せる。その時に居合わせたマーク・ウィルソン氏より「彼がジュニアというならば、我々はもっと勉強しなければならない」という言葉を貰う。その後、NHK､フジテレビをはじめ、数多くのメディアに出演[1]。
- 1996年にマジックキャッスルのAcademy of Mgical Artsのレギュラーメンバーの資格を習得、2002年より活動の場をカリフォルニア州ハリウッドに移す。マジックの殿堂として世界的に有名なMagic Castle（Academy of MagicalArts)で、レギュラー出演。現在はロサンゼルスに在住し、世界50ヵ国以上で活躍中。
- 観客の近くで見せるクロースアップマジックから大勢の前で見せるステージマジックまでをこなす。テクニックを駆使したスライハンドマジックを得意とし、ステージマジックでは『シンブル』[注釈 1]等を得意とする。特にコインマジックは技巧を駆使して行われ、高いオリジナリティーも持ち合わせている[要出典]。

- ハリウッドにあるマジックキャッスルのメンバー。メンバーの互選によって選ばれる「クロースアップマジシャンオブザイヤー」を2002年、世界最年少27歳で受賞。また3年後、2005年に2度目の「クロースアップマジシャンオブザイヤー」を受賞する。「「パーラーマジシャンオブザイヤー」を2回（2007年、2008年）、「ステージマジシャンオブザイヤー」（2015年）を受賞している[2]。
- 1993年 Midwest Magic Jubilee（セントルイス）で行われたステージマジックコンテストで優勝。
- 2002年「International Magic Convention（ロンドン）ロン&マクミランの世界大会」において、『コイン・マトリックス』[注釈 2]を演じ、2002年のグランプリを獲得した。
- 彼の最も有名なトリックには『忍者リング』[注釈 3]と『マッスルパス』[注釈 4]がある。緒川はこれらトリックをアメリカのマジシャンに紹介し、有名にした。また2008年2月にはプロマジシャンのみで開かれる「ブラックプールマジックコンベンション」で『Laws of Attraction』というイリュージョンを紹介した。
- マジックマガジンの2003年3月号の表紙を飾った。
- 2003年、Academy of Magical Artsより、その年で最も活躍したマジシャンに贈られる名誉ある賞「Magician of the Year」を受賞（クロースアップ部門)。2006年にもクロースアップ部門にて2度目の受賞[1]。2008年と2009年にはパーラー部門ででの「Magician of the Year」を受賞し2部門で殿堂入りを果たす[1]。2003年に受賞したクロースアップ部門はアジア人史上最年少且つ日本人初の受賞となり、その記録はいまだ破られていない[1]。2002年、2005年、2007年、2008年、2015年、2017年と合計6回の Magician of The Year を受賞している。

- 2004年にはライトハウスマガジンに最も有名な日本人として紹介され、緒川集人の名は全米に広く知れ渡ることとなる[1]。2007年「FFFFコンベンション（アメリカ）」にてMVPアワードを受賞[1]。世界トップクラスのマジシャンとして認められる。また、3年に1度開催されるマジックのオリンピックといわれる大会『FISM』に2009年（北京）、2012年（ブラックプール）と、2大会連続ゲスト出演[1]。
- A&E Networkで2006年12月26日に放送された特番、After Dark at the Magic Castleというドキュメンタリーに登場した。
- 日本のテレビ番組でも紹介され、『トロトロでいこう!』、『ポンキッキーズ』、『R30』等に出演した。
- 2005年 Harvard Universityにて講演を行う
- 2009年 FISM北京大会 ゲストパフォーマー
- 2012年 FISMブラックプール大会　ゲストパフォーマー
- 2014年より、マジックキャッスルにおいてメンバーシップの審査員として従事。
- 2015年3月 師匠である柳田昌宏氏から完全独立し、フリーのマジシャンとして世界を股にかけ活躍。
- 2016年3月 マジックキャッスルの理事会　Board of Trusties に選挙にて当選。理事に就任。名実共に Top Magician の仲間入りした海外では最も有名な日本人マジシャンとして認識されている。
- アメリカ、カナダ、メキシコのほか、ヨーロッパ各地を定期ツアーで訪問するいっぽう、日本・韓国・中国などのアジア地区にも年4〜5回のペースでショーやレクチャーで巡回訪問している。

## 主な受賞歴
- 1993年 Midwest Magic Jubilee(セントルイス) グランプリ
- 2002年 International Magic Convention（ロンドン）グランプリ
- 2003年 Magician of the Year 2002（Close-Up Category）
- 2006年 Magician of the Year 2005（Close-Up Category）
- 2007年 FFFF世界大会MVPアワード
- 2008年 Magician of the Year 2007（Parour Category）
- 2009年 Magician of the Year 2008（Parour Category）
- 2016年 Magician of the Year 2015（Stage Category）
- 2018年 Magician of the Year 2017（Stage Category）
- 2022年 FISM2022 1位（Palour Magic）

## 主な出演
NHK BSプレミアム
- 2017年 世界最高峰のマジック殿堂～マジックキャッスル～ 案内役
- 2018年 世界最高峰のマジック殿堂～マジックキャッスル～ 案内役
- 2019年 世界最高峰のマジック殿堂～マジックキャッスル～ 案内役

フジテレビ
- トロトロでいこう!
- ポンキッキーズ

TBS
- R30

A&E
- Magic Castle After Dark TV Special

## 主な著作
- 『緒川集人物語』（柳田昌宏　小林恵子との共著）　壮神社、2004年。
- 『最新コインマジック徹底解説!』（林敏明との共著）　壮神社、2005年。
- 『最新カードマジック徹底解説EX!』（林敏明との共著）　壮神社、2006年。
- 『最新カードマジック徹底解説EX!2』（林敏明との共著）　壮神社、2007年。